# Membranvorauskorrektur
Die Membranvorauskorrektur (auch TPS-Entzerrschaltung, engl. Transducer Preset-System) nach Pfleiderer ist eine patentierte Schaltung zur Korrektur bestimmter Wiedergabefehler bei Lautsprechern. Der Name Membran-Vorauskorrektur ergibt sich daraus, dass versucht wird, den Fehler zu kompensieren, bevor er entsteht – also bereits vor der Schallwandlung.

## Grundidee
Die Grundidee der Membranen-Vorauskorrektur ist, manche Wiedergabefehler des Gesamtsystems zu korrigieren, indem aus dem Eingangssignal und gemessenen Parametern des Systems ein Korrektursignal mit umgekehrtem Vorzeichen erzeugt und an einer geeigneten Stelle, z. B. Vorverstärker, zum eigentlichen Audiosignal hinzugefügt wird. Der Lautsprecher wird also mit einem vorverzerrten Signal gespeist. Letztlich kommt es nicht darauf an, ob sich das Antriebszentrum der Membran des Lautsprechers proportional zum Audiosignal bewegt, sondern wie gut Schalldruck und Schallschnelle dem Audiosignal entsprechen.
Technisch gesehen handelt es sich um eine Steuerung und keine Regelung, da keine Rückkopplung vom Systemausgang (Schall) zum Systemeingang (elektrisches Signal) vorliegt.
Die nötigen Steuerungsparameter werden beim Einmessen bestimmt.

## Mathematische Grundlagen
Bei der Membran-Vorauskorrektur wird das dynamische Chassis als exakt lineares System betrachtet. Dieses ist durch seine Pol-Nullstellen-Konfiguration bestimmt. Aus der Regelungstechnik ist bekannt, dass ein Vorfilter diese Pol- und Nullstellen kompensieren kann, indem auf jeden Originalpol eine Nullstelle gesetzt wird bzw. auf die Originalnull eine Polstelle. Dadurch sind die linearen Eigenschaften des Chassis kompensiert. Es ist nun nötig, die gewünschten Pol-Nullstellen hinzuzufügen, jedes Chassis muss einen Bandpasscharakter haben, damit die Gesamtverstärkung endlich bleibt. Durch diese elektronische Vorfilterung kann das Chassis im Rahmen der Linearität fast beliebige Eigenschaften verliehen bekommen, wie es von der Theorie des Filterentwurfs bekannt ist. Es gibt z. B. Behauptungen, dass Rechtecksignale möglichst unverfälscht durch das Chassis wiedergegeben werden sollen, dies lässt sich einfach durch konstante Gruppenlaufzeit beim Filterentwurf erreichen. Wichtig ist auch, dass Amplitudenfehler per Vorfilter korrigiert werden können, z. B. ein zu früher Abfall nach den tiefen Frequenzen hin.

## Limitationen
Die Membran-Vorauskorrektur kann nicht beliebig große Fehler kompensieren, also aus einem schlechten schmalbandigen Lautsprecher kein HiFi-System machen. Für eine Membran-Vorauskorrektur ist also ein gutes Grundsystem erforderlich.
Die Methode hat Limitationen. Zum einen kann je nach Chassis und gewünschter Übertragungsfunktion eine hohe Ordnung des Vorfilters nötig werden. Es kann auch vorkommen, dass die Gesamtverstärkung stellenweise sehr hohe Werte aufweist, was zu sehr hoher Leistungsaufnahme im Chassis führt (die Leistung wächst mit dem Quadrat der Verstärkung). Damit gehen auch große Auslenkungen einher. Dies führt zum prinzipiellen Problem, dass nichtlineare Artefakte gar nicht angegangen werden können. Ungeeignete Kombinationen von Chassis und Vorfilter können extreme nichtlineare Verzerrungen hervorbringen. Das Vorfilter macht aus einem schlechten Chassis kein besseres – aber es klingt besser, weil die Vorfilterung nach der Einmessung angepasst wird an das Chassis. Auch ändert sich nichts an der Tatsache, dass hohe Schalldruckpegel, oder schon mittlere Pegel im Freien oder in großen Räumen nicht mit Einzelchassis verzerrungsarm wiedergegeben werden können. Vielmehr werden mehrere Chassis für verschiedene Frequenzbereiche nötig sein (meist 3 bis 4). Jedes einzelne ließe sich zwar per Vorfilter entzerren, ihre Kombination im Strahlungsfeld jedoch nicht, da je nach Aufpunkt andere Koeffizienten nötig wären. Schließlich ist zu bemerken, dass wie oben gezeigt der Hörraum mit seinen Reflexionen extremen Einfluss auf Amplitudengang und Gruppenlaufzeit hat. Im Diffusfeld ist es deshalb schwierig, das Vorhandensein oder Nichtvorhandensein der Korrekturmaßnahme zu messen, während die im Freifeld ohne weiteres gelingt.
Bei entsprechend leistungsfähigem Bass-Chassis und entsprechender Verstärkerleistung ist die Vorfilterung eine probate Methode, einen Tiefbass mit minimaler Gehäusegröße zu realisieren.